# 鈴木冬一
鈴木冬一（2000年5月30日—），日本足球運動員，現效力瑞士足球超級聯賽球會洛桑體育，司職中場。

## 俱樂部生涯
2000年5月出生的铃木冬一出道于大阪樱花青训系统，后来他曾在湘南比马效力。主要踢左前卫也能踢边锋。2019年3月，铃木冬一上演了日职联赛首秀，在2020赛季的14次联赛的904分钟登场中打进1球还有3次助攻，表现不错。不过因为伤病，铃木错过了后来的至少9场联赛。
2021年1月，铃木冬一加盟了瑞士超球队洛桑体育。瑞士超第15轮洛桑体育0-1锡永替补登场完成旅欧首秀。
在经历了几场比赛的替补登场后，铃木逐渐开始首发出场。在22和23轮球队击败巴塞尔和卢加诺的比赛中，铃木都奉献了助攻。上轮联赛球队4比3击败圣加仑的比赛中，他在34和73分钟分别进球，率队全取三分。

## 國家隊生涯
大阪樱花U-15所属的铃木冬一入选了日本U-15国家队在4月14日至18日的印尼远征大名单。日本U-18将在4月15日对阵印尼U-15国家队，17日对阵印尼俱乐部U-18队，18日再战印尼U-15国家队。
铃木冬一是日本U20国家队的成员，2019年他随队踢了U20世青赛并获得了190分钟出场机会，球队最终不敌韩国U-20。2017年10月份时，他随日本U17代表队踢了U17世少赛，并在对洪都拉斯的首场比赛进球。可惜球队点球不敌英格兰没能进入八强。而那一支英格兰国少队也最终拿到了赛事冠军。

## 外部連結
- 鈴木冬一 – FIFA國際賽競賽紀錄 (存檔)
- 日本職業足球聯賽中的鈴木冬一 （日語）
- 鈴木冬一的X（前Twitter）